# 見取り図×ニューヨークのなりたいテレビ
『見取り図×ニューヨークのなりたいテレビ』（みとりず×ニューヨークのなりたいテレビ）は、日本テレビで2022年（令和4年）2月26日から3月12日まで毎週土曜 0:30 - 0:59（金曜深夜）に放送されていたバラエティ番組である。

## 出演者

### MC
- 見取り図（盛山晋太郎・リリー）
- ニューヨーク（嶋佐和也・屋敷裕政）

## ネット局

### パイロット版
| 放送対象地域   | 放送局                    | 系列           | 放送日時                   | 遅れ       |
| -------------- | ------------------------- | -------------- | -------------------------- | ---------- |
| 関東広域圏     | 日本テレビ（NTV）         | 日本テレビ系列 | 2021年12月30日 0:29 - 0:54 | 製作局     |
| 青森県         | 青森放送（RAB）           | 日本テレビ系列 | 2021年12月30日 0:29 - 0:54 | 同時ネット |
| 岩手県         | テレビ岩手（TVI）         | 日本テレビ系列 | 2021年12月30日 0:29 - 0:54 | 同時ネット |
| 秋田県         | 秋田放送（ABS）           | 日本テレビ系列 | 2021年12月30日 0:29 - 0:54 | 同時ネット |
| 長野県         | テレビ信州（TSB）         | 日本テレビ系列 | 2021年12月30日 0:29 - 0:54 | 同時ネット |
| 静岡県         | 静岡第一テレビ（SDT）     | 日本テレビ系列 | 2021年12月30日 0:29 - 0:54 | 同時ネット |
| 富山県         | 北日本放送（KNB）         | 日本テレビ系列 | 2021年12月30日 0:29 - 0:54 | 同時ネット |
| 石川県         | テレビ金沢（KTK）         | 日本テレビ系列 | 2021年12月30日 0:29 - 0:54 | 同時ネット |
| 中京広域圏     | 中京テレビ（CTV）         | 日本テレビ系列 | 2021年12月30日 0:29 - 0:54 | 同時ネット |
| 鳥取県・島根県 | 日本海テレビ（NKT）       | 日本テレビ系列 | 2021年12月30日 0:29 - 0:54 | 同時ネット |
| 広島県         | 広島テレビ（HTV）         | 日本テレビ系列 | 2021年12月30日 0:29 - 0:54 | 同時ネット |
| 山口県         | 山口放送（KRY）           | 日本テレビ系列 | 2021年12月30日 0:29 - 0:54 | 同時ネット |
| 香川県・岡山県 | 西日本放送（RNC）         | 日本テレビ系列 | 2021年12月30日 0:29 - 0:54 | 同時ネット |
| 福岡県         | 福岡放送（FBS）           | 日本テレビ系列 | 2021年12月30日 0:29 - 0:54 | 同時ネット |
| 熊本県         | くまもと県民テレビ（KKT） | 日本テレビ系列 | 2021年12月30日 0:29 - 0:54 | 同時ネット |
| 近畿広域圏     | 読売テレビ（YTV）         | 日本テレビ系列 | 2022年7月18日 3:09 - 3:43  | 遅れネット |

### レギュラー版
- 全編ローカルセールス枠のため、日本テレビ以外の通常時同時ネットとする局でも自主編成の都合上臨時に遅れネットまたは非ネットに変更することがある一方、通常時非ネットとする局でも臨時同時ネットで放送する場合がある。

| 放送対象地域   | 放送局                | 系列           | 放送日時                      | 放送期間                | ネット状況 | 備考       |
| -------------- | --------------------- | -------------- | ----------------------------- | ----------------------- | ---------- | ---------- |
| 関東広域圏     | 日本テレビ（NTV）     | 日本テレビ系列 | 土曜 0:30 - 0:59 （金曜深夜） | 2022年2月26日 - 3月12日 | 【制作局】 | 【制作局】 |
| 青森県         | 青森放送（RAB）       | 日本テレビ系列 | 土曜 0:30 - 0:59 （金曜深夜） | 2022年2月26日 - 3月12日 | 同時ネット |            |
| 岩手県         | テレビ岩手（TVI）     | 日本テレビ系列 | 土曜 0:30 - 0:59 （金曜深夜） | 2022年2月26日 - 3月12日 | 同時ネット |            |
| 宮城県         | ミヤギテレビ（MMT）   | 日本テレビ系列 | 土曜 0:30 - 0:59 （金曜深夜） | 2022年2月26日 - 3月12日 | 同時ネット |            |
| 福島県         | 福島中央テレビ（FCT） | 日本テレビ系列 | 土曜 0:30 - 0:59 （金曜深夜） | 2022年2月26日 - 3月12日 | 同時ネット |            |
| 新潟県         | テレビ新潟（TeNY）    | 日本テレビ系列 | 土曜 0:30 - 0:59 （金曜深夜） | 2022年2月26日 - 3月12日 | 同時ネット |            |
| 長野県         | テレビ信州（TSB）     | 日本テレビ系列 | 土曜 0:30 - 0:59 （金曜深夜） | 2022年2月26日 - 3月12日 | 同時ネット |            |
| 静岡県         | 静岡第一テレビ（SDT） | 日本テレビ系列 | 土曜 0:30 - 0:59 （金曜深夜） | 2022年2月26日 - 3月12日 | 同時ネット |            |
| 富山県         | 北日本放送（KNB）     | 日本テレビ系列 | 土曜 0:30 - 0:59 （金曜深夜） | 2022年2月26日 - 3月12日 | 同時ネット |            |
| 石川県         | テレビ金沢（KTK）     | 日本テレビ系列 | 土曜 0:30 - 0:59 （金曜深夜） | 2022年2月26日 - 3月12日 | 同時ネット |            |
| 中京広域圏     | 中京テレビ（CTV）     | 日本テレビ系列 | 土曜 0:30 - 0:59 （金曜深夜） | 2022年2月26日 - 3月12日 | 同時ネット |            |
| 鳥取県・島根県 | 日本海テレビ（NKT）   | 日本テレビ系列 | 土曜 0:30 - 0:59 （金曜深夜） | 2022年2月26日 - 3月12日 | 同時ネット |            |
| 香川県・岡山県 | 西日本放送（RNC）     | 日本テレビ系列 | 土曜 0:30 - 0:59 （金曜深夜） | 2022年2月26日 - 3月12日 | 同時ネット |            |
| 高知県         | 高知放送（RKC）       | 日本テレビ系列 | 土曜 0:30 - 0:59 （金曜深夜） | 2022年2月26日 - 3月12日 | 同時ネット |            |
| 福岡県         | 福岡放送（FBS）       | 日本テレビ系列 | 土曜 0:30 - 0:59 （金曜深夜） | 2022年2月26日 - 3月12日 | 同時ネット |            |
| 長崎県         | 長崎国際テレビ（NIB） | 日本テレビ系列 | 土曜 0:30 - 0:59 （金曜深夜） | 2022年2月26日 - 3月12日 | 同時ネット |            |

### 特番
| 放送対象地域   | 放送局                    | 系列                                         | 放送日時                               | ネット状況 |
| -------------- | ------------------------- | -------------------------------------------- | -------------------------------------- | ---------- |
| 関東広域圏     | 日本テレビ（NTV）         | 日本テレビ系列                               | 2022年8月29日・12月27日 23:59 - 翌0:54 | 制作局     |
| 北海道         | 札幌テレビ（STV）         | 日本テレビ系列                               | 2022年8月29日・12月27日 23:59 - 翌0:54 | 同時ネット |
| 青森県         | 青森放送（RAB）           | 日本テレビ系列                               | 2022年8月29日・12月27日 23:59 - 翌0:54 | 同時ネット |
| 岩手県         | テレビ岩手（TVI）         | 日本テレビ系列                               | 2022年8月29日・12月27日 23:59 - 翌0:54 | 同時ネット |
| 宮城県         | ミヤギテレビ（MMT）       | 日本テレビ系列                               | 2022年8月29日・12月27日 23:59 - 翌0:54 | 同時ネット |
| 秋田県         | 秋田放送（ABS）           | 日本テレビ系列                               | 2022年8月29日・12月27日 23:59 - 翌0:54 | 同時ネット |
| 山形県         | 山形放送（YBC）           | 日本テレビ系列                               | 2022年8月29日・12月27日 23:59 - 翌0:54 | 同時ネット |
| 福島県         | 福島中央テレビ（FCT）     | 日本テレビ系列                               | 2022年8月29日・12月27日 23:59 - 翌0:54 | 同時ネット |
| 山梨県         | 山梨放送（YBS）           | 日本テレビ系列                               | 2022年8月29日・12月27日 23:59 - 翌0:54 | 同時ネット |
| 新潟県         | テレビ新潟（TeNY）        | 日本テレビ系列                               | 2022年8月29日・12月27日 23:59 - 翌0:54 | 同時ネット |
| 長野県         | テレビ信州（TSB）         | 日本テレビ系列                               | 2022年8月29日・12月27日 23:59 - 翌0:54 | 同時ネット |
| 静岡県         | 静岡第一テレビ（SDT）     | 日本テレビ系列                               | 2022年8月29日・12月27日 23:59 - 翌0:54 | 同時ネット |
| 富山県         | 北日本放送（KNB）         | 日本テレビ系列                               | 2022年8月29日・12月27日 23:59 - 翌0:54 | 同時ネット |
| 石川県         | テレビ金沢（KTK）         | 日本テレビ系列                               | 2022年8月29日・12月27日 23:59 - 翌0:54 | 同時ネット |
| 福井県         | 福井放送（FBC）           | 日本テレビ系列                               | 2022年8月29日・12月27日 23:59 - 翌0:54 | 同時ネット |
| 中京広域圏     | 中京テレビ（CTV）         | 日本テレビ系列                               | 2022年8月29日・12月27日 23:59 - 翌0:54 | 同時ネット |
| 近畿広域圏     | 読売テレビ（ytv）         | 日本テレビ系列                               | 2022年8月29日・12月27日 23:59 - 翌0:54 | 同時ネット |
| 鳥取県・島根県 | 日本海テレビ（NKT）       | 日本テレビ系列                               | 2022年8月29日・12月27日 23:59 - 翌0:54 | 同時ネット |
| 広島県         | 広島テレビ（HTV）         | 日本テレビ系列                               | 2022年8月29日・12月27日 23:59 - 翌0:54 | 同時ネット |
| 山口県         | 山口放送（KRY）           | 日本テレビ系列                               | 2022年8月29日・12月27日 23:59 - 翌0:54 | 同時ネット |
| 徳島県         | 四国放送（JRT）           | 日本テレビ系列                               | 2022年8月29日・12月27日 23:59 - 翌0:54 | 同時ネット |
| 香川県・岡山県 | 西日本放送（RNC）         | 日本テレビ系列                               | 2022年8月29日・12月27日 23:59 - 翌0:54 | 同時ネット |
| 愛媛県         | 南海放送（RNB）           | 日本テレビ系列                               | 2022年8月29日・12月27日 23:59 - 翌0:54 | 同時ネット |
| 高知県         | 高知放送（RKC）           | 日本テレビ系列                               | 2022年8月29日・12月27日 23:59 - 翌0:54 | 同時ネット |
| 福岡県         | 福岡放送（FBS）           | 日本テレビ系列                               | 2022年8月29日・12月27日 23:59 - 翌0:54 | 同時ネット |
| 長崎県         | 長崎国際テレビ（NIB）     | 日本テレビ系列                               | 2022年8月29日・12月27日 23:59 - 翌0:54 | 同時ネット |
| 熊本県         | くまもと県民テレビ（KKT） | 日本テレビ系列                               | 2022年8月29日・12月27日 23:59 - 翌0:54 | 同時ネット |
| 大分県         | テレビ大分（TOS）         | 日本テレビ系列 フジテレビ系列                | 2022年8月29日・12月27日 23:59 - 翌0:54 | 同時ネット |
| 宮崎県         | テレビ宮崎（UMK）         | フジテレビ系列 日本テレビ系列 テレビ朝日系列 | 2022年8月29日・12月27日 23:59 - 翌0:54 | 同時ネット |
| 鹿児島県       | 鹿児島読売テレビ（KYT）   | 日本テレビ系列                               | 2022年8月29日・12月27日 23:59 - 翌0:54 | 同時ネット |

## スタッフ

### 特番
- 企画・演出:熊谷航太郎
- 構成:今井太郎、中野貴至、竹越陵、藤井靖大
- CAM:青木俊
- 照明:根健勝広
- 美術プロデューサー:山本澄子
- デザイン:大住啓介
- 大道具:伊集院正幸
- 小道具:今村文孝
- EED:松沢章
- MA:直江泰輔
- 音効:岡田淳一
- 技術協力:池田屋
- 美術協力:日テレアート
- 撮影協力:富士急ハイランド、箱根園、富士山の見える温泉旅館大池ホテル
- 編成:廣瀬由紀子
- 宣伝:丸山由香里
- TK:山沢啓子
- デスク:兒島理佳子
- ディレクター:木村亮、中山健志（ニューヨーク）、内山真吾（見取り図）/久野佑、三木友騎、御厨洋平、茂木桜
- プロデューサー:上田崇博、長瀬徹/兼平孔明
- 統轄プロデューサー:宮本誠臣
- チーフプロデューサー:原司
- 制作協力:ZION
- 製作著作:日本テレビ

### レギュラー版
- 企画・演出:熊谷航太郎
- 構成:竹越陵、中野貴至、今井太郎、藤井靖大
- CAM:青木俊
- 照明:根健勝広
- 美術プロデューサー:山本澄子
- デザイン:大住啓介
- 大道具:清水綾乃
- 小道具:佐々木洋平
- EED:松沢章
- MA:植木俊彦
- 音効:岡田淳一
- 技術協力:池田屋
- 美術協力:日テレアート
- 編成:天野英明
- 宣伝:丸山由香里
- TK:山沢啓子
- デスク:兒島理佳子
- ディレクター:木村亮、中山健志、内山真吾/久野佑、三木友騎、井手亮太、小林咲里
- プロデューサー:上田崇博、長瀬徹/兼平孔明
- 統括プロデューサー:宮本誠臣
- チーフプロデューサー:原司
- 制作協力:ZION
- 製作著作:日本テレビ

### パイロット版
- 企画・演出:熊谷航太郎
- 構成:竹越陵、中野貴至、今井太郎、藤井靖大
- CAM:青木俊
- 照明:根健勝広
- 美術プロデューサー:山本澄子
- デザイン:大住啓介
- 大道具:清水綾乃
- 小道具:佐々木洋平
- EED:松沢章
- MA:植木俊彦
- 音効:岡田淳一
- 技術協力:池田屋
- 美術協力:日テレアート
- 撮影協力:東京メガイルミ（大井競馬場）
- 編成:天野英明
- 宣伝:関根恵
- TK:山沢啓子
- デスク:兒島理佳子
- ディレクター:木村亮、中山健志、内山真吾/久野佑、大澤耕也、井手亮太
- プロデューサー:上田崇博、長瀬徹/兼平孔明
- 統轄プロデューサー:宮本誠臣
- チーフプロデューサー:原司
- 制作協力:ZION
- 製作著作:日本テレビ